# Giordano Vini
Giordano Vini S.p.A. è un'azienda italiana specializzata nella produzione e vendita per corrispondenza di vini e specialità alimentari. Fondata nel 1900 da Ferdinando Giordano, l'azienda ha sede a Valle Talloria, frazione di Diano d'Alba, in provincia di Cuneo. Attualmente commercializza i propri prodotti in Italia e all'estero, principalmente con il canale diretto ma anche attraverso operatori professionali.

## Storia
L'azienda fu fondata nel 1900 e fu interessata da un ampliamento a partire dagli anni '30. Nel 1956, con l'ingresso in azienda del nipote Ferdinando Giordano (1930-2017), omonimo del fondatore, iniziò a vendere direttamente ai privati. Un ulteriore ampliamento si ebbe dai primi anni ’80 con l'acquisto di nuove strutture. Negli anni '90 iniziò la vendita diretta anche in Germania e negli anni 2000 in Gran Bretagna, Paesi Bassi, Austria. Sempre in quel periodo diventò la prima ditta a vendere vino italiano in America e a fine 2010 chiuse con un fatturato di 124 milioni di euro. La società è parte del Gruppo Italian Wine Brands S.p.A. che dal 2015 è quotato alla Borsa Italiana (BIT:IWB).

## Produzione
La produzione avviene nella sede aziendale in Valle Talloria di Diano d'Alba, all'interno del paesaggio vitivinicolo del Piemonte: Langhe-Roero e Monferrato. Le strutture produttive comprendono più di 2 000 tra botti e barriques e 400 serbatoi in acciaio inox, per oltre 200 000 ettolitri di capacità di stoccaggio. L'azienda vinifica ogni anno circa 80 000 quintali di uve. I controlli sulla qualità dei vini vengono effettuati nei laboratori in Piemonte e in Puglia. L'azienda ha introdotto la tecnica della microfiltrazione tangenziale che consente di garantire limpidezza e stabilità microbiologica del vino e ha sviluppato l'elettrodialisi per la stabilizzazione del vino. Il polo logistico è situato a Marene e comprende un magazzino automatizzato di 37 000 metri quadrati coperti su un totale di 86 000 metri quadrati, sottoposto a temperatura controllata. Giordano Vini produce e vende ogni anno 25 milioni di bottiglie e serve oltre tre milioni di clienti in Italia, in buona parte dell'Europa e negli Stati Uniti.

## Procedimenti giudiziari
Nel settembre 2010 l'azienda è stata condannata dall'Antitrust per pubblicità ingannevole nei suoi metodi di vendita. La condanna è in merito alla pubblicità svolta dall'azienda dal 2008. La sanzione complessiva è di 250.000 euro.

## Concorsi e riconoscimenti
Di seguito elencati i alcuni concorsi a cui la Giordano Vini ha preso parte:
- Decanter World Wine Award (2005 - Medaglia d'argento)[10]
- Monde Selection  (2009 (medaglia d'oro)[11] - 2010 (medaglia d'oro e argento)[12] - 2011 (medaglia d'oro)[13]
- Berliner Wein Trophy (2011 - tre medaglie d'oro[14][15])
- Vinalies Internationales (2009 - 6 medaglie d'oro[16])
- Concours International Femme set Vins du Monde[16]